# البيت المسكون (قصة)
البيت المسكون(بالإنجليزية:  The Hunted House)‏ هي قصة نشرت في عام 1859 لدورية أسبوعية تدعى «على مدار السنة». والتي أدارها تشارلز ديكنز مع مساهمات من آخرين. وهي قصة «لحقيبة السفر» وفيها يقوم ديكنز بكتابة قصص الافتتاح والختام حيث يقوم ديكنز بتأطير القصص التي كتبها بنفسه وخمسة مؤلفين آخرين:
- «بشر في البيت» من تأليف (تشارلز ديكنز)
- «الشبح في غرفة الساعة» من تأليف (هيسبا ستريتون)
- «الشبح في الغرفة المزدوجة» من تأليف (جورج أوغسطس سالا)
- «الشبح في غرفة الصورة» من تأليف (أديلايد آن بروكتر)
- «الشبح في غرفة الخزانة» من تأليف (ويلكي كولينز)
- «الشبح في غرفة السيد باء» من تأليف (تشارلز ديكنز)
- «الشبح في غرفة الحديقة» من تأليف (اليزابيث غاسكل)
- «الشبح في غرفة الزاوية» من تأليف (تشارلز ديكنز)

## تاريخ النشر
ظهرت القصة في عدد عيد الميلاد الإضافي في 13 كانون الأول 1859. بدأ ديكنز تقليد منشورات عيد الميلاد برواية ترنيمة عيد الميلاد في عام 1843 وسرعان ما أصبحت قصص عيد الميلاد مؤسسة وطنية وكانت «البيت المسكون» ما قدمه سنة 1859 .
القصة الافتتاحية لديكنز «بشر في المنزل» هي الأقوى من بين المجموعة وتوضح إتقانه لرواية القصص والتشخيص. عندما يرى الراوي منزلاً مهجوراً من قاطرة السكك الحديدية يصمم على الإقامة هناك. ومع ذلك، يقال عن البيت بأنه مسكون ويصبح الخدم متوترين تدريجياً فيقوم الراوي بإرسالهم بعيداً ويدعو مجموعة من أصدقائه للبقاء معه والدفاع عن أنفسهم.
عشية عيد الميلاد يصل الأصدقاء بهدف اكتشاف دليل على القوى الخارقة للطبيعة وينعزلون في غرفهم لقضاء العطلة. يتفق الأصدقاء على السكوت حيال أي لقاء مع شبح حتى يجتمعون في الليلة الثانية عشرة.
الأشباح التي تراها الشخصيات لا علاقة لها بالمنزل، وليست في الحقيقة حتى أشباح. القصص هي من الظلم والرعب أو الندم.
الحكايات كلها مختلفة جداً، ولكل منها عنصر من عناصر الغرابة والخوف. بعض ضيوف المنزل سمعوا قصص من الأشباح بينما آخرون كان لهم تجارب الخروج من الجسد. ويلكي كولينز يروي قصة الملاحة البحرية للقراصنة الإسبان وعذاب شمعة عندما تحرق تأخذ الراوي بحالة أقرب إلى الانفجار والموت. ديكنز نفسه يساهم ب «شبح في غرفة السيد باء»، حكاية غريبة جداً عن شبح البراءة الذي يلمح إلى مشاعر الكأبة للمؤلف نفسه. اليزابيث جاسكل تساهم بقصة قوية عن أشخاص يعملون في شمال انكلترا.
اليوم، «البيت المسكون عام 1859» هي واحدة من المعالم السياحية الجذابة في عالم ديكنز في تشاتام، كينت، انكلترا.